# Donne d'America
Donne d'America (Who Cares?) è un film muto del 1919 diretto da Walter Edwards. La sceneggiatura firmata da Julia Crawford Ivers, si basa sul romanzo Who Cares? di Cosmo Hamilton, pubblicato a Londra e New York nel 1919.

## Trama
Joan Ludlow scappa dalla casa dei nonni per andare a sposarsi con Martin Grey, il suo vicino di casa, un uomo molto ricco. Martin la sposa soprattutto per proteggere la giovane che ha degli atteggiamenti infantili. Joan adotta il motto "Who cares?" e si getta a capofitta nella turbolenta vita moderna che la tiene spesso lontano dal marito. Corteggiata da Gilbert Palgrave, il marito della sua migliore amica, Joan trascura Martin che, per consolarsi, cade tra le braccia di Toodles, una ballerina. Joan li scopre insieme ma, nonostante ciò, quando Gilbert cerca di metterle le mani addosso, lo respinge. Lui allora la minaccia con una pistola ma la donna è salvato dall'intervento del marito. I due sposi si riconciliano e scoprono di amarsi veramente.

## Produzione
Il film fu prodotto dalla Select Pictures Corporation.

## Distribuzione
Distribuito dalla Select Pictures Corporation, il film - presentato da Lewis J. Selznick - uscì nelle sale cinematografiche statunitensi il 25 gennaio 1919. In Italia venne distribuito dalla International Ocean nel 1927.